# Rapeman
I Rapeman sono stati un gruppo rock statunitense formato a Chicago nel 1987. Sono il secondo progetto musicale di Steve Albini, dopo i Big Black e prima degli Shellac.

## Storia del gruppo
Creati dopo lo scioglimento dei Big Black, i Rapeman (che prendono il nome da un controverso fumetto giapponese) sono formati da Albini (chitarra e voce), Rey Washam (già negli Scratch Acid e nei Big Boys, batteria) e David Wm. Sims (anch'egli ex Scratch Acid e futuro Jesus Lizard, basso).
La musica è un ideale continuazione del discorso noise-industrial intrapreso dal vecchio gruppo di Albini, solo che questa volta la musica è prodotta da strumenti veri e propri; via batterie elettroniche e campionatori, il suono dello stupratore diviene fisico, umano e/o sovrumano.
Il gruppo incide inizialmente un singolo per l'etichetta discografica Sub Pop, Song Number One/Inki's Butt Crack, due brani strumentali che miscelano rumore bianco a orchestrazioni alla Vivaldi; in seguito è la volta del disco Two Nuns and a Pack Mule del 1989, che ha raggiunto la seconda posizione della Official Independent Chart. Ad esso seguì l'EP Budd, quattro inediti live che trovano un ideale epitaffio nella title track, cronaca del suicidio in pubblico del senatore repubblicano Budd Dwyer.

## Discografia

### Album in studio
- 1989 – Two Nuns and a Pack Mule

### EP
- 1988 – Budd

### Singoli
- 1988 – Hated Chinee/Marmoset
- 1989 – Inki's Butt Crack b/w Song Number One